# کینگ رکوردز (ایالات متحده آمریکا)
کینگ رکوردز (انگلیسی: King Records) یک ناشر موسیقی آمریکایی بود که در سال ۱۹۴۳ توسط سید ناتان در سینسیناتی، اوهایو، ایالات متحده بنیان‌گذاری شد. این لیبل دارای چندین بخش از جمله فدرال رکوردز بود که آثار جیمز براون خواننده و نوازنده مشهور آمریکایی را روانه بازار موسیقی کرد. این شرکت تا سال ۱۹۷۵ به انتشار آثار اوریجینال موسیقی آمریکا پرداخت.